# Bathysa bathysoides
Bathysa bathysoides är en måreväxtart som först beskrevs av Julian Alfred Steyermark, och fick sitt nu gällande namn av Piero G. Delprete. Bathysa bathysoides ingår i släktet Bathysa och familjen måreväxter. Inga underarter finns listade i Catalogue of Life.